# Nyctemera virgo
Nyctemera virgo är en fjärilsart som beskrevs av Embrik Strand 1909. Nyctemera virgo ingår i släktet Nyctemera och familjen björnspinnare. Inga underarter finns listade i Catalogue of Life.